# ستيفن فريك
ستيفن فريك (بالإنجليزية: Stephen Frick)‏ (و. 1964 – م) هو ضابط بحري، ومهندس فضاء جوي، ورائد فضاء، وطيار اختبار من الولايات المتحدة الأمريكية . ولد في بيتسبرغ، بنسيلفانيا .

## ريادة الفضاء
شارك في المهمات الفضائية:
- STS-122
- STS-110.

## الخدمة العسكرية
خدم في بحرية الولايات المتحدة.

## جوائز
حصل على جوائز منها:
- جائزة الشجاعة طيران
- وسام الجو.